# 巨胸棘鯛
巨胸棘鯛，是輻鰭魚綱金眼鯛目燧鯛亞目燧鯛科的其中一種。分布於澳洲西部及南部、紐西蘭海域，棲息深度在237至311公尺，體長可達52公分。